# 10 Гидры
10 Гидры (лат. 10 Hydrae), HD 74591 — одиночная звезда в созвездии Гидры на расстоянии приблизительно 198 световых лет (около 60,8 парсек) от Солнца. Видимая звёздная величина звезды — +6,127m. Возраст звезды определён как около 494 млн лет.

## Характеристики
10 Гидры — белая звезда спектрального класса A2, или A6V. Масса — около 1,8 солнечной, радиус — около 1,784 солнечного, светимость — около 10,381 солнечной. Эффективная температура — около 7858 K.

## Планетная система
В 2019 году учёными, анализирующими данные проектов HIPPARCOS и Gaia, у звезды обнаружена планета HIP 42931 b.